# FSN (Medienportal)
FSN war ein rechtsextremes Medienportal aus der Oberpfalz mit bundesweiter Wirkung. Es wurde 2006 vom Neonazi Patrick Schröder gegründet und 2012 um den Live-TV-Streaming-Kanal FSN.TV erweitert, der bis heute von Schröder betrieben wird und seit 2018 den Namen FSN-The Revolution trägt. 2014 untersagte die Bayerische Landeszentrale für neue Medien den Streaming-Betrieb vorübergehend, da ihm die notwendige Registrierung fehlte.

## Inhalte
Die Audio- wie Videoinhalte richteten sich besonders an Jugendliche und boten eine Mischung aus Rechtsrock und politischen Themen. In die Livesendungen wurden häufig Szene-Musiker oder rechtsextreme Parteifunktionäre live zugeschaltet. In den Sendungen tauchten u. a. NPD-Bundeschef Udo Pastörs und NPD-Pressesprecher Frank Franz auf. Diesen Personen konnten die Hörer von FSN dann Fragen stellen. Die Süddeutsche Zeitung nannte das Programm „eine Mischung aus Überfremdungsangst, kalkulierter Provokation und Blödelei“.
„Unser Ziel ist hier die sanfte, schmerzfreie und möglichst unterhaltsame Heranführung an unsere politische Grundhaltung“, erklärte Schröder im NPD-Parteiblatt Deutsche Stimme. Zur Verbreitung von rechtsextremer Musik sagte er der Süddeutschen: „Auf dem Schulhof zu verteilen ist teuer und wird immer schwieriger. Da kleben wir einfach ein paar Aufkleber für unser Radio, um die Jugendlichen an politisch alternative Musik heranzuführen.“
Zwischen 300 und 8000 Menschen schalteten sich jede Woche zu, sagte Schröder der Süddeutschen Zeitung 2013. Der Verfassungsschutz Bayern ging davon aus, dass FSN Rechtsextremisten „weit über Bayerns Grenzen hinaus“ erreichte.
Für „Radio FSN“ waren fünf Streams kennzeichnend, die bei Sendestart in die Kategorien „NSBM“ (National Socialist Black Metal), „Hatecore“, „Balladen“ und „Rechtsrock“ sowie einen ISDN-Stream aufgeteilt waren. Nachdem die Seite länger online war, wurden die neonazistischen Namensbezüge entfernt. Später wurde dem Radio-Angebot ein kleines Social Network hinzugefügt. Registrierte Nutzer können hier an Chats teilnehmen und sehen eine hauptsächlich mit NPD-Nachrichten gespeiste Nachrichtenspalte.

## Betreiber
Das aus der Oberpfalz stammende Medienportal wurde von Patrick Schröder (* 1982 oder 1983) und einem Schüler betrieben. Schröder ist seit 2004 Mitglied der Nationaldemokratischen Partei Deutschlands und seit Mitte 2022 einer von zwei stellvertretenden bayerischen Landesvorsitzenden der inzwischen in „Die Heimat“ umbenannten Partei. Er kandidierte mehrmals erfolglos für die Partei auf überregionaler Ebene. Zudem wurde er zu einer Geldstrafe wegen des Zeigens des Hitlergrußes verurteilt.

## Entwicklung
Zunächst war Radio FSN in die Website der inaktiven Kameradschaft „Widerstand Weiden“ integriert. Das „Interaktive Online-TV“ war seit dem 19. August 2012 etwa einmal wöchentlich für zwei Stunden mit einem Livestream auf Sendung.
2010 wurde der Sender vom 27. Chaos Communication Congress angegriffen. Wegen technischer Probleme durch normale Zugriffe war der Sender manchmal nur zwei Wochen im Monat zu erreichen.
Für den 24. Mai 2014 plante Schröder das Rechtsrock-Konzert „Live H8 II“ im mittelfränkischen Scheinfeld (Landkreis Neustadt an der Aisch-Bad Windsheim) und bewarb das Konzert bei FSN. Die Veranstaltung wurde jedoch von den Sicherheitsbehörden verboten.
Am 27. Juli 2015 beschäftigte sich die Sendung von FSN.TV unter anderem mit anti-israelischen Protesten im Zusammenhang mit dem Gaza-Konflikt. Vor laufender Kamera zeigte Patrick Schröder den Hitlergruß. Gegen ihn erging Anzeige wegen Verwendens von Kennzeichen verfassungswidriger Organisationen. Er wurde vom Amtsgericht Weiden im November 2014 zu einer Geldstrafe in Höhe von 90 Tagessätzen zu je 35 Euro verurteilt. Am 10. April 2015 fand beim Landgericht Weiden i.d. Opf. die Berufungsverhandlung statt, wo die Strafe auf 120 Tagessätze zu je 35 Euro erhöht wurde.
Die Bayerische Landeszentrale für neue Medien (BLM) untersagte Schröder 2014 „das audiovisuelle Medienangebot FSN.TV oder ein anderes redaktionell gestaltetes audiovisuell gestaltetes Angebot über Internet oder andere Übertragungskapazitäten für mehr als 500 zeitgleich mögliche Nutzer zu veranstalten und linear zu verbreiten“. Die Untersagung wurde von der BLM neben der fehlenden Lizenz auch damit begründet, dass eine Kontrolle möglicher Gefährdungen, z. B. des Jugendschutzes, nicht gewährleistet sei. Auf der von Schröder verantworteten Internetseite verbreitete er, dass auf Anraten eines Anwalts er den Urteilsspruch des Gerichtes im Hauptverfahren abwarten werde, bevor weitere Sendungen ausgestrahlt würden.
Einige Monate wurde FSN-TV dann nur als Podcast verbreitet. Zwischenzeitlich wurden die Sendungen über das Live-Stream-Portal „YouNow“ wieder live gestreamt. 2016 nutzte FSN den kostenlosen US-Dienst Ustream.
Im November 2014 rief Schröder auf der Facebook-Seite von FSN zur Teilnahme an der Demonstration „Hooligans gegen Salafisten“ (HoGeSa) am 15. November 2014 in Hannover auf.
Für das letzte Juliwochenende 2017 organisierte er das Rechtsrock-Konzert Rock für Identität in Themar, das für 750 Teilnehmer geplant war und gegen das der Landkreis Hildburghausen nicht klagen, jedoch Auflagen machen wollte.
Im Sommer 2017 befand sich FSN im Konflikt mit dem NS-Rapper Julian Fritsch („MaKss Damage“). Dieser war von Schröder und dessen Co-Moderator Daniel „Vendetta“ Franz in einem Video dafür kritisiert worden, dass er einen Facebook-Beitrag gegen die, seiner Ansicht nach, zu moderate Identitäre Bewegung gepostet hatte. Fritsch reagierte darauf, indem er mit mehreren vermummten Personen ein aufwendig inszeniertes Disstrack-Video („FCK F$N“) gegen Schröder und Franz in der Straße drehte, in welcher Schröder wohnt. Darin wirft er ihnen vor, kein weltanschauliches, sondern nur finanzielles Interesse an der Szene zu haben.

## Rezeption
„Schröder, der seine Show oft selbst ‚unsere kleine Fascho-Sendung‘ nennt, ist für viele Hörer alles andere als langweilig. Ein Radio unter dem Motto ‚Hören macht frei‘ zu betreiben, Hitler-Bilder neben Fotos der Scheinfeld-ist-bunt-Demo zu zeigen und in jedem zweiten Satz anzuzweifeln, dass die NSDAP wirklich so schlimm war – wer damit durchkommt, triumphiert über den Rechtsstaat. Tag für Tag, Woche für Woche“, schrieb Charlotte Theile in der Süddeutschen Zeitung 2013 über Patrick Schröder und FSN.
Johannes Hartl und Felix M. Steiner ordnen Patrick Schröder einen neuen Generation von rechtsextremen Aktivisten zu: „Durch die erheblichen Veränderungen in der extremen Rechten Anfang der 2000er hat sich auch ein neuer Markt für eine geschäftstüchtige junge Generation von Neonazis etabliert. Mit Daniel Weigl und Patrick Schröder sind gleich zwei Aktivisten aus Bayern dabei, die an einer Modernisierung der Szene gearbeitet haben oder immer noch arbeiten.“
Patrick Schröder war Protagonist vieler Medienbeiträge: die Süddeutsche Zeitung widmete ihm ein Porträt, ebenso der US-amerikanische Rolling Stone, Spiegel TV drehte einen Beitrag über ihn.